# Goździk brodaty

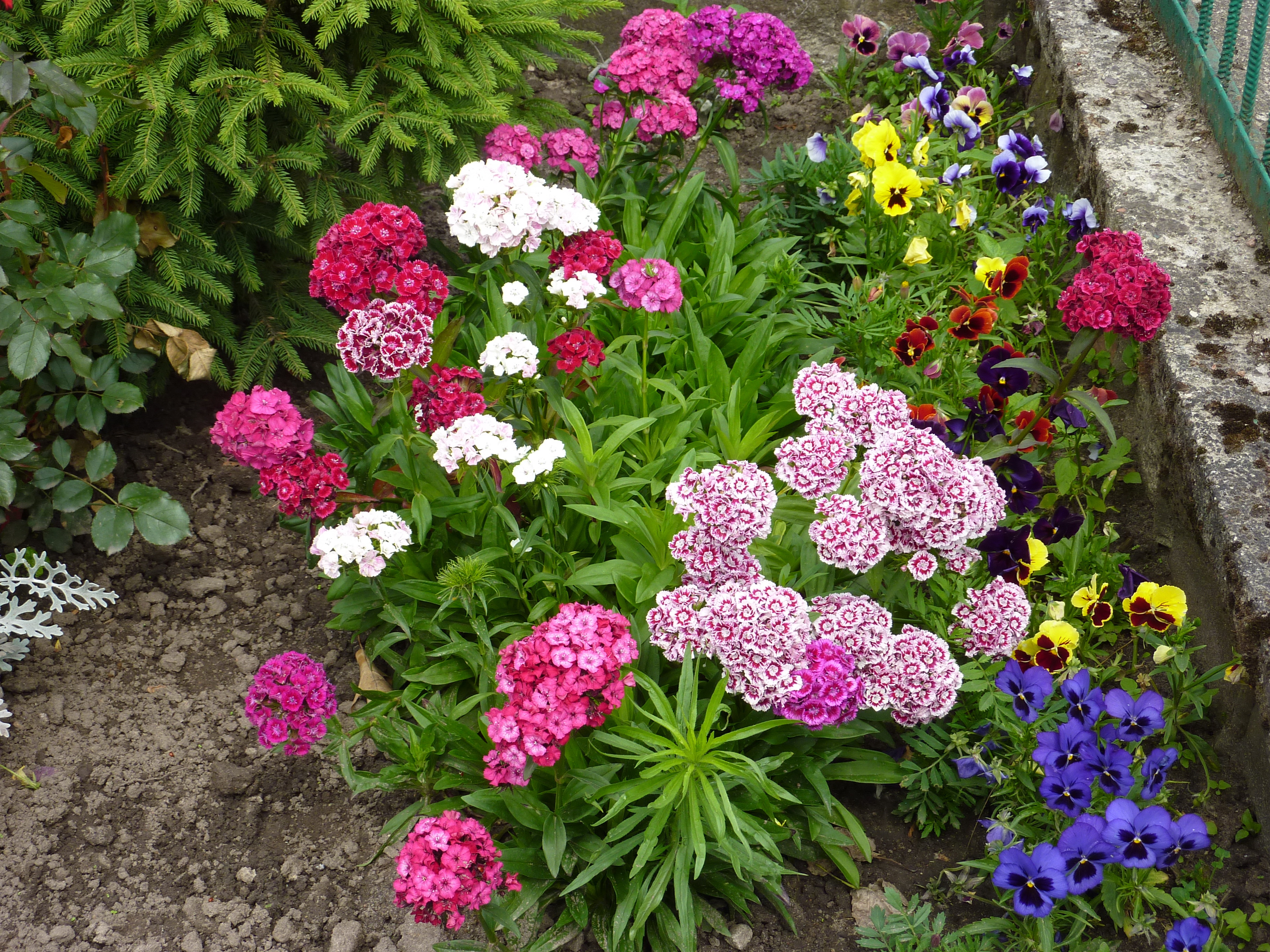
Mieszanina odmian

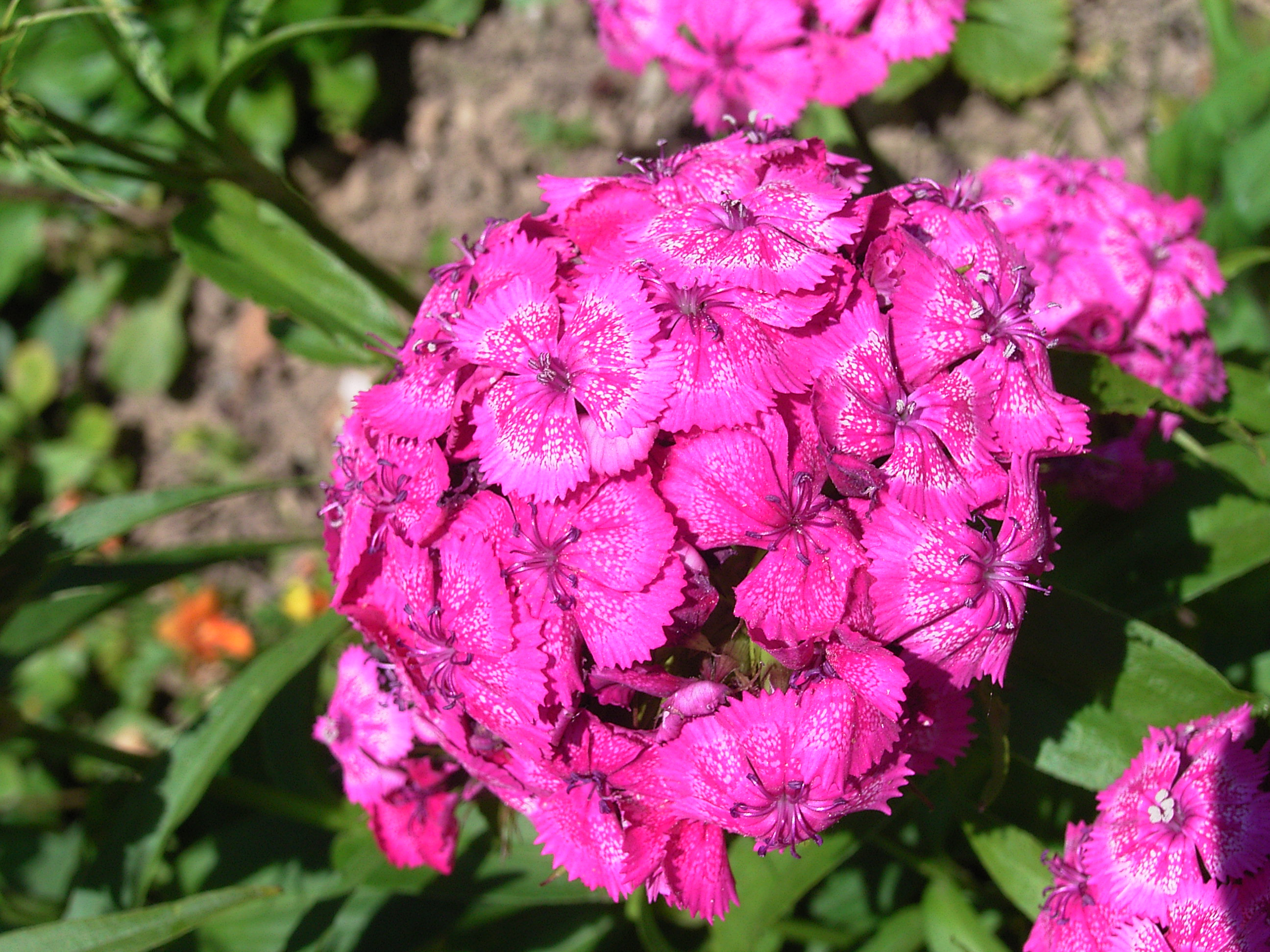
Pokrój

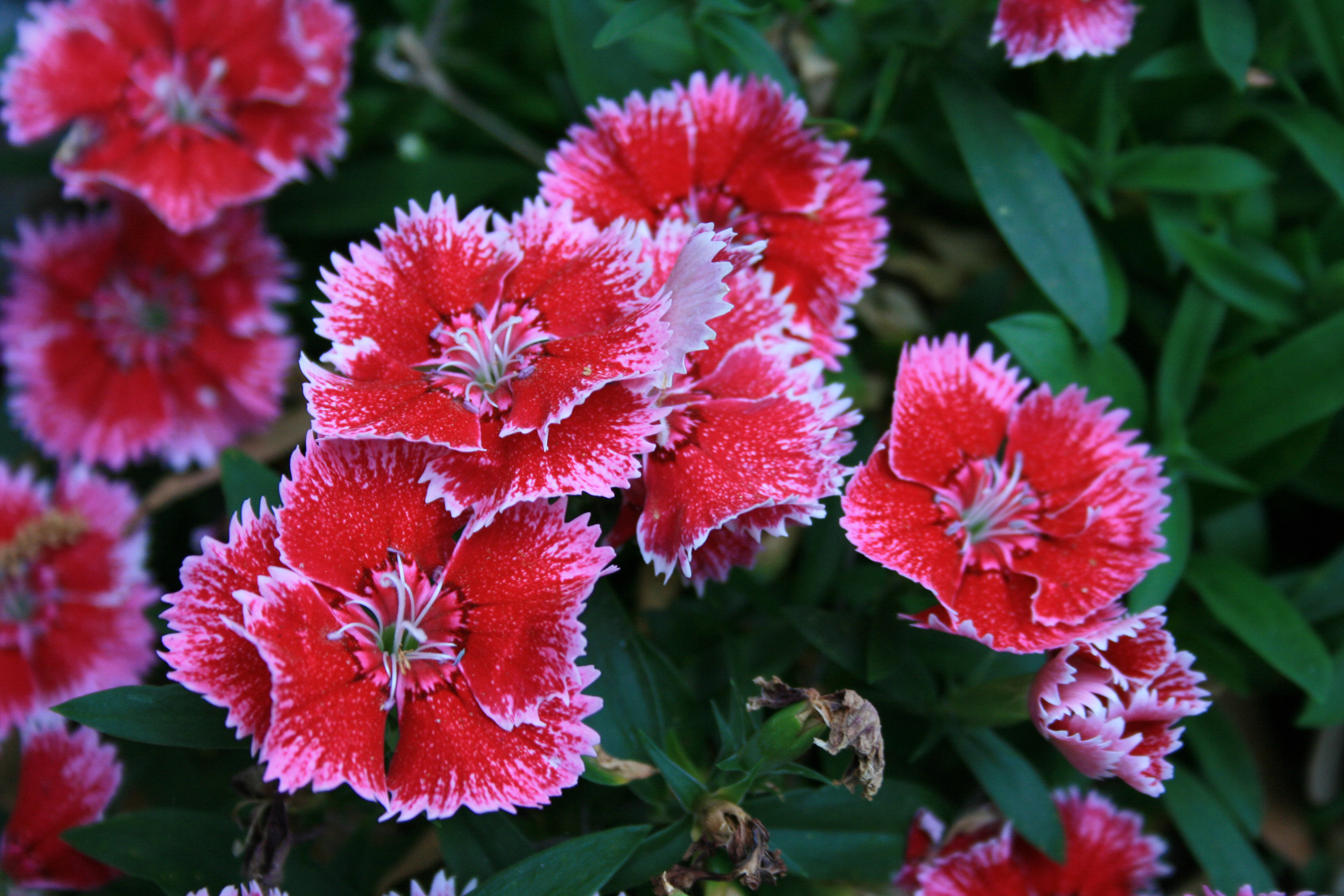
`Sweet William`

Goździk brodaty (Dianthus barbatus L.) – gatunek rośliny wieloletniej należący do rodziny goździkowatych. Rośnie dziko w Azji na obszarze Chin i Korei Północnej oraz w środkowej, wschodniej i południowej Europie. W Polsce jest często uprawiany, czasami dziczeje (ergazjofigofit). W Europie zaczęto go uprawiać od XVI wieku. W języku angielskim kwiat ten znany jest jako Sweet William (słodki William) ale etymologia tej nazwy nie jest znana. Według różnych źródeł może się ona wywodzić od nazwiska arcybiskupa Williama z Yorku, króla Williama Zdobywcy lub księcia Williama, diuka Cumberlandu. Według jeszcze innej teorii „william” jest zniekształconym francuskim słowem oilett (oczko).

## Morfologia
PokrójBylina tworząca luźne darnie o wysokości 30–70 cm.
ŁodygaWzniesiona, prosta, naga, gruba i rozgałęziająca się.
LiścieUlistnienie naprzeciwległe. Liście eliptycznolancetowate, całobrzegie, ostro zakończone, bez przylistków, o szerokości 5–20 mm. Są jednonerwowe i zrośnięte nasadami.
KwiatyZebrane po 5–30 w gęste, główkowate wierzchotki. Kwiaty są siedzące, lub wyrastają na krótkich szypułkach. Kielich sztywny, złożony z 5 zrośniętych działek, korona z 5 wolnych płatków ząbkowanych na szczycie. U typowego gatunku jest ona pojedyncza, czerwonego koloru, u odmian ogrodowych jest pełna w różnych odcieniach czerwieni, często wielobarwna. Wewnątrz kwiatu 1 słupek i 10 pręcików.
OwocTorebka otwierająca się 4 ząbkami. Nasiona miseczkowate.

## Biologia i ekologia
Kwiaty przedprątne, kwitną od czerwca do września, zapylane przeważnie przez motyle.

## Zastosowanie
Uprawiany jest jako roślina ozdobna, zwykle na kwiat cięty lub na rabatach. W uprawie występują zazwyczaj odmiany ogrodowe, które powstały w wyniku skrzyżowania z goździkiem chińskim, goździkiem kartuzkiem i in. Cechują się one karłowatym wzrostem, większymi i bardziej kolorowymi kwiatami, niż u typowego gatunku. Kwiaty te często są wielobarwne, z plamkami na płatkach i plamą w środku. Uprawiane są jako rośliny dwuletnie.

## Uprawa
Uprawiany jest przeważnie z nasion. Nasiona wysiewa się do inspektu od maja do czerwca, siewki wymagają pikowania, gdy mają 3–4 liście. Do gruntu wysadza się pod koniec lipca lub z początkiem sierpnia. Wymaga słonecznych stanowisk i gliniasto-piaszczystych gleb o stałej wilgotności.

## Zmienność
Występuje w dwu podgatunkach:
- Dianthus barbatus subsp. barbatus (syn. Caryophyllus barbatus (L.) Moench)
  - Dianthus barbatus L. subsp. barbatus var. asiaticus Nakai – występuje w Chinach i północnej Korei
  - Dianthus barbatus L. subsp. barbatus var. barbatus – występuje w Europie.
- Dianthus barbatus L. subsp. compactus (Kit.) Stoj. (syn. Dianthus compactus Kit.) – występuje w Europie. Według niektórych ujęć taksonomicznych uważany jest za odrębny gatunek – goździk skupiony[4].